# 리스본 노면전차

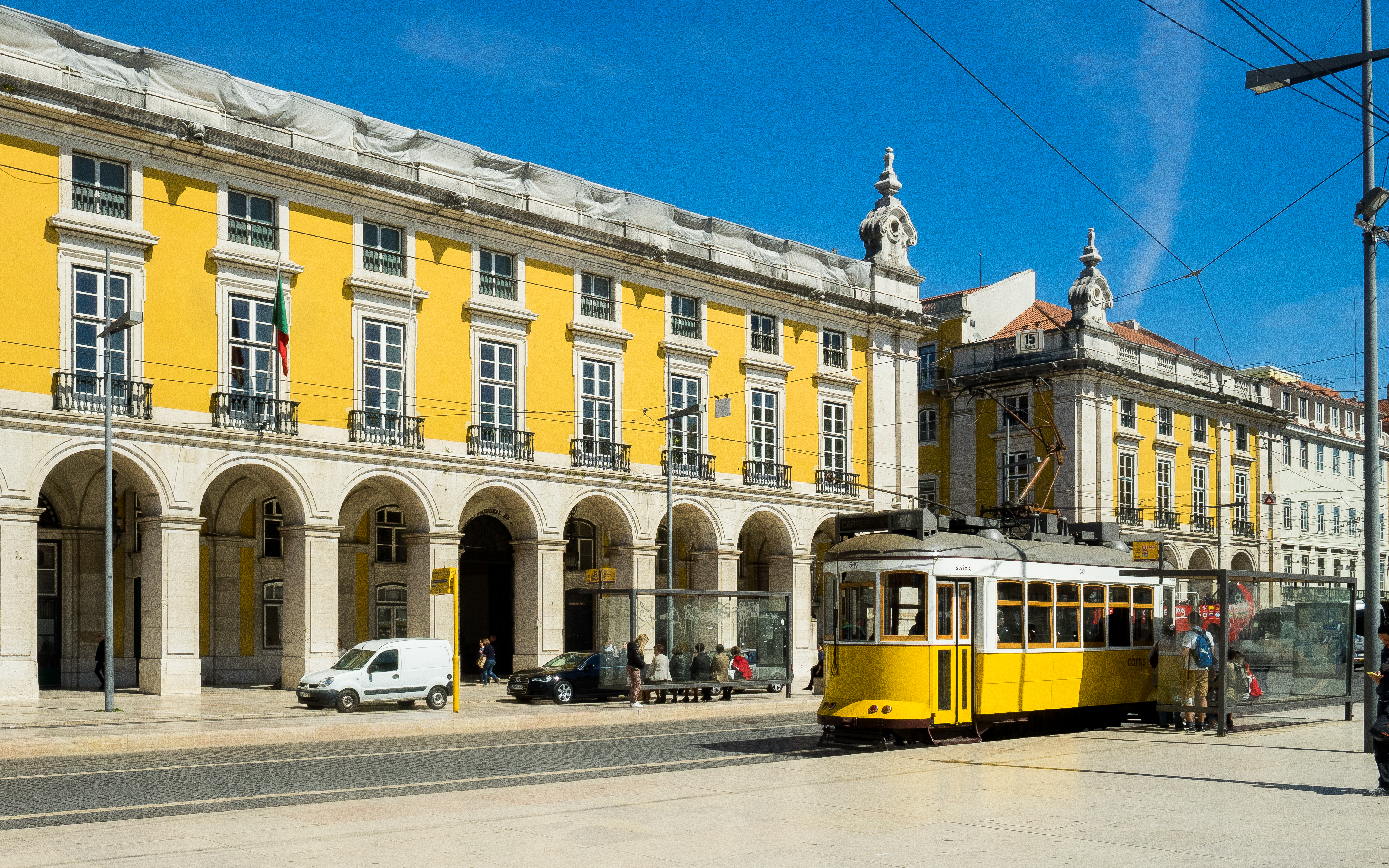
리스본 노면전차

리스본 노면전차(포르투갈어: Elétricos de Lisboa)는 포르투갈 리스본에서 운영되는 노면전차 시스템이다. 1873년부터 운행을 시작하였으며, 현재 6개 노선으로 구성되어 있다. 이 시스템의 길이는 31km이고, 63대의 트램이 운행 중이다.